# سیارک ۷۰۰

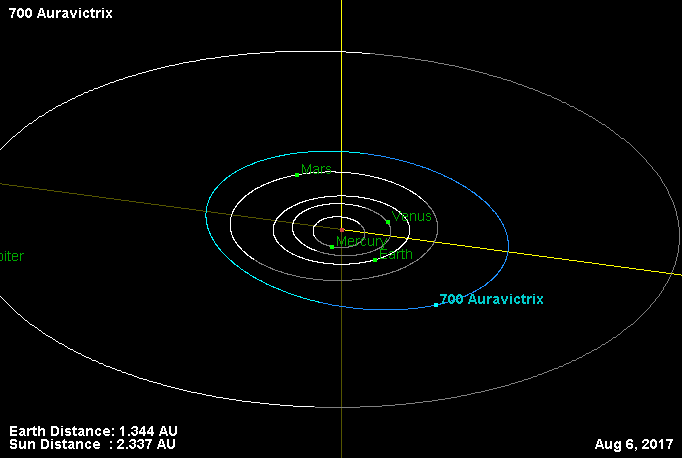
نمایی از محل قرارگیری سیارک ۷۰۰ در مدار – ۲۰۱۷

سیارک ۷۰۰ (به انگلیسی: 700 Auravictrix، نامگذاری:1910KE) هفتصدمین سیارک کشف شده‌است که در ۵ ژوئن ۱۹۱۰ و در هایدلبرگ کشف شد.
قدر مطلق سیارک برابر ۱۱٫۲۰ است.